# Melaleuca tamariscina
Melaleuca tamariscina är en myrtenväxtart som beskrevs av William Jackson Hooker. Melaleuca tamariscina ingår i släktet Melaleuca och familjen myrtenväxter.
Artens utbredningsområde är Queensland. Inga underarter finns listade i Catalogue of Life.